# Marija Jakowlewna Naryschkina

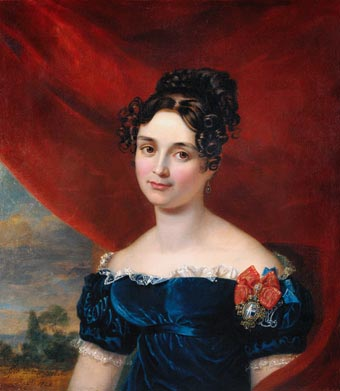
Marija Jakowlewa Naryschkina

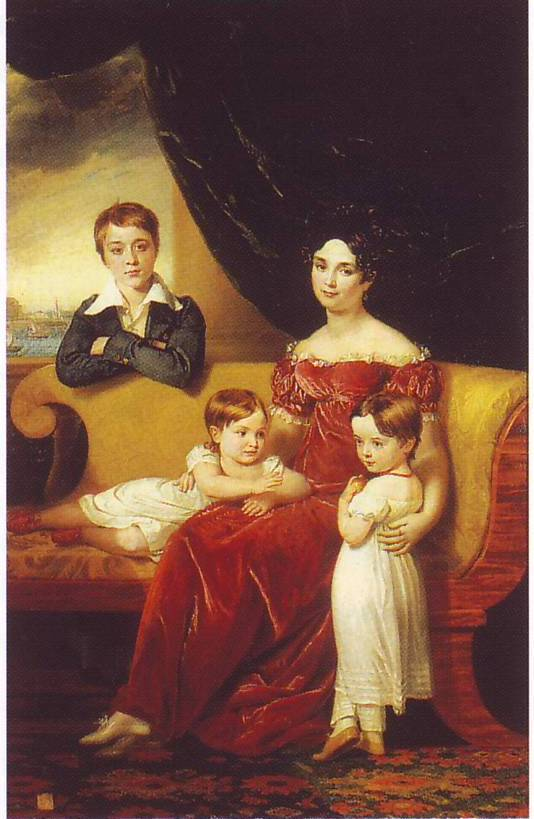
Marija Jakowlewna Naryschkina mit ihren Kindern

Marija Jakowlewna Naryschkina geboren als Fürstin Marija Jakowlewna Lobanowa-Rostowskaja (russisch Мария Яковлевна Нарышкина) (* 22. Oktober 1789 in Sankt Petersburg; † 4. Juni 1854 in Heidelberg) war eine russische Adlige und Hofdame. Sie ist nicht zu verwechseln mit der Mätresse des russischen Kaisers Alexander I. Marija Antonowna Naryschkina.

## Leben
Sie entstammte dem alten rurikidischen Fürstengeschlecht Lobanow-Rostowski und war die Tochter des Gouverneurs von Kleinrussland Fürst Jakow Iwanowitsch Lobanow-Rostowski (1760–1831) und dessen Ehefrau Alexandra Nikolajewna geborene Saltykowa (1764–1829). Sie erhielt eine häusliche Erziehung und wurde 1805 Hofdame der Kaiserin Elisabeth Alexejewna. 1810 heiratete sie den späteren russischen Obersthofmarschall Kirill Alexandrowitsch Naryschkin, ein Sohn des Oberkammerherren Alexander Lwowitsch Naryschkin.
Laut ihrem Neffen Graf Sollogub war Marija Jakowlewna Naryschkina „kränklich, aber eine sympathische, allgemein geachtete Persönlichkeit“. 1821 wurde ihr der russische Damenorden der Heiligen Katharina verliehen. Zum Mitglied des Staatsrates ernannt starb ihr Mann am 25. Oktober 1838 auf der Krim. Zuletzt lebte Marija Jakowlewna Naryschkina als Witwe in Paris. Aus ihrer Ehe mit Kirill Alexandrowitsch Naryschkin gingen vier Kinder hervor. Ihre zwei Söhne waren Leon (1809–1855) und Sergius (1819–1854). Ihre Tochter Alexandra (1817–1856) heiratete den russischen Diplomaten Graf Iwan Illarionowitsch Woronzow-Daschkow.

## Auszeichnungen
- Russischer Orden der Heiligen Katharina, II. Klasse